# Max Martin (Archäologe)
Max Eduard Martin (* 19. November 1939 in Füllinsdorf; † 30. Dezember 2016 in Basel) war ein Schweizer Provinzialrömischer Archäologe und Frühmittelalterarchäologe.

## Leben
Nach der Matura begann er 1959 an der Universität Basel das Studium der Ur- und Frühgeschichte, zeitweise studierte er auch in Freiburg im Breisgau und München. 1967 wurde er in Basel bei Rudolf Laur-Belart promoviert. Von 1968 bis 1970 war er Assistent von Joachim Werner am Institut für Vor- und Frühgeschichte der Universität München. 1970/1971 bearbeitete er das fränkische Gräberfeld von Basel-Bernerring. Von 1972 bis 1983 war er Leiter des Römermuseum Augst. Im Wintersemester 1981/1982 wurde er an der Universität Basel habilitiert. 1983 wurde er C 3-Professor für frühgeschichtliche Archäologie an der Universität München, lehrte jedoch daneben an der Universität Basel weiter. 2003 trat er in den Ruhestand.
Max Martin galt als Spezialist für Römerzeit, Spätantike und Frühmittelalter, der ausgehend von genauen formenkundlichen Analysen und unter Beizug von Nachbarwissenschaften (Numismatik, Onomastik u. a.) kulturgeschichtliche Fragestellungen entwickelte. Von ihm stammen wesentliche Forschungsbeiträge zur Chronologie, Typologie und Beigabensitte der Merowingerzeit. Er ist einer der Initiatoren der Association française d’archéologie mérovingienne (AFAM).
Mitte Dezember 2004 erschien eine Festschrift zu seinem 65. Geburtstag mit 17 Beiträgen von Schülerinnen und Schülern; die Beiträge behandeln unter dem Titel Hüben und Drüben: Räume und Grenzen in der Archäologie des Frühmittelalters verschiedene Themen, vor allem anhand von schweizerischen, deutschen und französischen Funden und Befunden. 2016 sind seine gesammelten Aufsätze als Kleine Schriften in fünf Bänden in einer Kleinauflage von 28 Exemplaren erschienen.
Er war korrespondierendes Mitglied des Deutschen Archäologischen Instituts.
Verheiratet war er mit der Archäologin Stefanie Martin-Kilcher.

## Schriften (Auswahl)
- Das fränkische Gräberfeld von Basel-Bernerring (= Basler Beiträge zur Ur- und Frühgeschichte, Bd. 1). Basel 1976.
- Das spätrömisch-frühmittelalterliche Gräberfeld von Kaiseraugst, Kt. Aargau.
  - Teil B: Kataloge und Tafeln, Derendingen 1976 (Basler Beiträge zur Ur- und Frühgeschichte, Bd. 5 B)
  - Teil A: Text, Derendingen/Solothurn 1991 (Basler Beiträge zur Ur- und Frühgeschichte, Bd. 5 A).
- Kleine Schriften, zusammengestellt von Reto Marti und Thomas Meier. Heidelberg 2016.
- mit Annemarie Kaufmann-Heinimann: Die Apostelkanne und das Tafelsilber im Hortfund von 1628. Trierer Silberschätze des 5. Jahrhunderts. Rheinisches Landesmuseum Trier, Trier 2017, ISBN 978-3-944371-06-1.